# Rally di Finlandia 2002
Il Rally di Finlandia 2002, ufficialmente denominato 52nd Neste Rally Finland, è stata la nona tappa del campionato del mondo rally 2002 nonché la cinquantaduesima edizione del Rally di Finlandia e la ventinovesima con valenza mondiale. La manifestazione si è svolta dall'8 all'11 agosto sugli ondulati sterrati che attraversano le foreste della Finlandia Centrale, nel territorio attorno alla città di Jyväskylä, dove ebbe sede anche il parco assistenza per i concorrenti e la cerimonia finale di premiazione.
L'evento è stato vinto dal finlandese Marcus Grönholm, navigato dal connazionale Timo Rautiainen, al volante di una Peugeot 206 WRC (2002) della squadra Peugeot Total, davanti alla coppia britannica formata dai compagni di squadra Richard Burns e Robert Reid, e all'equipaggio composto dal norvegese Petter Solberg e dal britannico Phil Mills, su una Subaru Impreza WRC2002 del team 555 Subaru WRT.
In Finlandia si disputava anche la sesta tappa del campionato PWRC, che ha visto vincere l'equipaggio italiano costituito da Alessandro Fiorio e Vittorio Brambilla su una Mitsubishi Lancer Evo VII della scuderia Ralliart Italia, i quali sono giunti inoltre al 18º posto nella graduatoria generale.

## Dati della prova
| Denominazione ufficiale             | Neste Rally Finland                                |
| Edizione N°                         | 52                                                 |
| Tappa N°                            | 9 di 14                                            |
| Data manifestazione                 | da giovedì 08/08/2002 a domenica 11/08/2002        |
| Sede ospitante                      | Jyväskylä (Finlandia Centrale)                     |
| Sede parco assistenza               | Hotel Paviljonki, Jyväskylä (Finlandia Centrale)   |
| Superficie                          | Terra                                              |
| Direttore di gara                   | Simo Lampinen                                      |
| Iscritti                            | 83                                                 |
| Partiti                             | 77                                                 |
| Arrivati                            | 30 (39%)                                           |
| Prove speciali                      | 22                                                 |
| Prova più breve                     | 2,06 km (PS1 e PS10: SSS Killeri)                  |
| Prova più lunga                     | 40,84 km (PS13: Moksi - Leustu)                    |
| Prova più lenta                     | velocità media di 96,06 km/h (PS10: SSS Killeri 2) |
| Prova più veloce                    | velocità media di 132,38 km/h (PS20: Keuruu 2)     |
| Lunghezza prove speciali            | 401,68 km (23,6% della distanza totale)            |
| Lunghezza complessiva trasferimenti | 1301,64 km                                         |
| Distanza totale                     | 1703,32 km                                         |

## Itinerario
| Frazione   | Data   | Prova  | Ora    | Nome                            | Partenza                        | Arrivo                          | Lunghezza | Totale    |
| ---------- | ------ | ------ | ------ | ------------------------------- | ------------------------------- | ------------------------------- | --------- | --------- |
| Frazione 1 | 8 ago  | PS1    | 19:00  | SSS Killeri 1                   | Jyväskylä                       | Jyväskylä                       | 2,06 km   | 130,67 km |
| Frazione 1 | 8 ago  |        | 19:25  | Assistenza – Jyväskylä (20 min) | Assistenza – Jyväskylä (20 min) | Assistenza – Jyväskylä (20 min) | –         | 130,67 km |
| Frazione 1 | 9 ago  |        | 08:03  | Assistenza – Jyväskylä (20 min) | Assistenza – Jyväskylä (20 min) | Assistenza – Jyväskylä (20 min) | –         | 130,67 km |
| Frazione 1 | 9 ago  | PS2    | 09:06  | Valkola                         | Laukaa                          | Laukaa                          | 8,42 km   | 130,67 km |
| Frazione 1 | 9 ago  | PS3    | 09:49  | Lankamaa 1                      | Laukaa                          | Laukaa                          | 23,44 km  | 130,67 km |
| Frazione 1 | 9 ago  | PS4    | 10:37  | Laukaa 1                        | Laukaa                          | Laukaa                          | 11,80 km  | 130,67 km |
| Frazione 1 | 9 ago  |        | 11:26  | Assistenza – Jyväskylä (20 min) | Assistenza – Jyväskylä (20 min) | Assistenza – Jyväskylä (20 min) | –         | 130,67 km |
| Frazione 1 | 9 ago  | PS5    | 12:34  | Mokkipera                       | Petäjävesi                      | Uurainen                        | 13,38 km  | 130,67 km |
| Frazione 1 | 9 ago  | PS6    | 13:12  | Palsankyla                      | Uurainen                        | Saarijärvi                      | 25,48 km  | 130,67 km |
| Frazione 1 | 9 ago  |        | 14:41  | Assistenza – Jyväskylä (20 min) | Assistenza – Jyväskylä (20 min) | Assistenza – Jyväskylä (20 min) | –         | 130,67 km |
| Frazione 1 | 9 ago  | PS7    | 15:49  | Ruuhimaki                       | Toivakka                        | Toivakka                        | 8,79 km   | 130,67 km |
| Frazione 1 | 9 ago  | PS8    | 16:37  | Laukaa 2                        | Laukaa                          | Laukaa                          | 11,80 km  | 130,67 km |
| Frazione 1 | 9 ago  | PS9    | 17:29  | Lankamaa 2                      | Laukaa                          | Laukaa                          | 23,44 km  | 130,67 km |
| Frazione 1 | 9 ago  |        | 18:54  | Assistenza – Jyväskylä (20 min) | Assistenza – Jyväskylä (20 min) | Assistenza – Jyväskylä (20 min) | –         | 130,67 km |
| Frazione 1 | 9 ago  | PS10   | 20:11  | SSS Killeri 2                   | Jyväskylä                       | Jyväskylä                       | 2,06 km   | 130,67 km |
| Frazione 1 | 9 ago  |        | 20:36  | Assistenza – Jyväskylä (45 min) | Assistenza – Jyväskylä (45 min) | Assistenza – Jyväskylä (45 min) | –         | 130,67 km |
|            |        |        |        |                                 |                                 |                                 |           |           |
| Frazione 2 | 10 ago |        | 06:03  | Assistenza – Jyväskylä (20 min) | Assistenza – Jyväskylä (20 min) | Assistenza – Jyväskylä (20 min) | –         | 176,65 km |
| Frazione 2 | 10 ago | PS11   | 08:16  | Talviainen                      | Juupajoki                       | Jämsä                           | 25,74 km  | 176,65 km |
| Frazione 2 | 10 ago | PS12   | 08:56  | Ouninpohja 1                    | Jämsä                           | Jämsä                           | 34,13 km  | 176,65 km |
| Frazione 2 | 10 ago |        | 11:11  | Assistenza – Jyväskylä (20 min) | Assistenza – Jyväskylä (20 min) | Assistenza – Jyväskylä (20 min) | –         | 176,65 km |
| Frazione 2 | 10 ago | PS13   | 12:24  | Moksi - Leustu                  | Jämsä                           | Jämsä                           | 40,84 km  | 176,65 km |
| Frazione 2 | 10 ago | PS14   | 13:31  | Ehikki                          | Jämsä                           | Jämsä                           | 14,89 km  | 176,65 km |
| Frazione 2 | 10 ago |        | 15:00  | Assistenza – Jyväskylä (20 min) | Assistenza – Jyväskylä (20 min) | Assistenza – Jyväskylä (20 min) | –         | 176,65 km |
| Frazione 2 | 10 ago | PS15   | 17:28  | Ouninpohja 2                    | Jämsä                           | Jämsä                           | 25,22 km  | 176,65 km |
| Frazione 2 | 10 ago | PS16   | 18:16  | Vaheri - Himos                  | Jämsä                           | Jämsä                           | 35,83 km  | 176,65 km |
| Frazione 2 | 10 ago |        | 20:26  | Assistenza – Jyväskylä (45 min) | Assistenza – Jyväskylä (45 min) | Assistenza – Jyväskylä (45 min) | –         | 176,65 km |
|            |        |        |        |                                 |                                 |                                 |           |           |
| Frazione 3 | 11 ago |        | 07:23  | Assistenza – Jyväskylä (20 min) | Assistenza – Jyväskylä (20 min) | Assistenza – Jyväskylä (20 min) | –         | 94,36 km  |
| Frazione 3 | 11 ago | PS17   | 08:46  | Keuruu 1                        | Keuruu                          | Keuruu                          | 11,80 km  | 94,36 km  |
| Frazione 3 | 11 ago | PS18   | 09:14  | Jukojarvi 1                     | Keuruu                          | Multia                          | 22,71 km  | 94,36 km  |
| Frazione 3 | 11 ago | PS19   | 09:57  | Kruununpera 1                   | Multia                          | Petäjävesi                      | 12,67 km  | 94,36 km  |
| Frazione 3 | 11 ago |        | 11:17  | Assistenza – Jyväskylä (20 min) | Assistenza – Jyväskylä (20 min) | Assistenza – Jyväskylä (20 min) | –         | 94,36 km  |
| Frazione 3 | 11 ago | PS20   | 12:45  | Keuruu 2                        | Keuruu                          | Keuruu                          | 11,80 km  | 94,36 km  |
| Frazione 3 | 11 ago | PS21   | 13:13  | Jukojarvi 2                     | Keuruu                          | Multia                          | 22,71 km  | 94,36 km  |
| Frazione 3 | 11 ago | PS22   | 14:06  | Kruununpera 2                   | Multia                          | Petäjävesi                      | 12,67 km  | 94,36 km  |
| Frazione 3 | 11 ago |        | 15:16  | Assistenza – Jyväskylä (20 min) | Assistenza – Jyväskylä (20 min) | Assistenza – Jyväskylä (20 min) | –         | 94,36 km  |
| Totale     | Totale | Totale | Totale | Totale                          | Totale                          | Totale                          | Totale    | 401,68 km |

## Risultati

### Classifica
| Pos.                   | Nº       | Pilota               | Co-pilota          | Auto                      | Squadra                      | Classe    | Tempo     | Distacco | Punti    |
| Generale               | Generale | Generale             | Generale           | Generale                  | Generale                     | Generale  | Generale  | Generale | Generale |
| ---------------------- | -------- | -------------------- | ------------------ | ------------------------- | ---------------------------- | --------- | --------- | -------- | -------- |
| 1.                     | 2        | Marcus Grönholm      | Timo Rautiainen    | Peugeot 206 WRC (2002)    | Peugeot Total                | WRC       | 3h17'52"5 | –        | 10       |
| 2.                     | 1        | Richard Burns        | Robert Reid        | Peugeot 206 WRC (2002)    | Peugeot Total                | WRC       | 3h19'19"8 | +1'27"3  | 6        |
| 3.                     | 11       | Petter Solberg       | Phil Mills         | Subaru Impreza WRC2002    | 555 Subaru WRT               | WRC       | 3h20'42"1 | +2'49"6  | 4        |
| 4.                     | 4        | Carlos Sainz         | Luis Moya          | Ford Focus RS WRC 02      | Ford Rallye Sport            | WRC       | 3h20'46"3 | +2'53"8  | 3        |
| 5.                     | 6        | Markko Märtin        | Michael Park       | Ford Focus RS WRC 02      | Ford Rallye Sport            | WRC       | 3h21'02"5 | +3'10"0  | 2        |
| 6.                     | 10       | Tommi Mäkinen        | Kaj Lindström      | Subaru Impreza WRC2002    | 555 Subaru WRT               | WRC       | 3h22'26"6 | +4'34"1  | 1        |
| 7.                     | 25       | Sebastian Lindholm   | Timo Hantunen      | Peugeot 206 WRC           | Peugeot Sport Finland        | WRC       | 3h23'28"9 | +5'36"4  | -        |
| 8.                     | 9        | Jani Paasonen        | Arto Kapanen       | Mitsubishi Lancer WRC2    | Marlboro Mitsubishi Ralliart | WRC       | 3h23'47"8 | +5'55"3  | -        |
| 9.                     | 18       | Freddy Loix          | Sven Smeets        | Hyundai Accent WRC3       | Hyundai Castrol WRT          | WRC       | 3h24'00"3 | +6'07"8  | -        |
| 10.                    | 21       | Sébastien Loeb       | Daniel Elena       | Citroën Xsara WRC         | Automobiles Citroën          | WRC       | 3h24'06"1 | +6'13"6  | -        |
| Campionato piloti PWRC |          |                      |                    |                           |                              |           |           |          |          |
| 1. (18.)               | 53       | Alessandro Fiorio    | Vittorio Brambilla | Mitsubishi Lancer Evo VII | Ralliart Italia              | N4 / PWRC | 3h42'41"8 | –        | 10       |
| 2. (20.)               | 75       | Kristian Sohlberg    | Jakke Honkanen     | Mitsubishi Lancer Evo VII | Mitsubishi Ralliart Finland  | N4 / PWRC | 3h45'50"9 | +3'09"1  | 6        |
| 3. (22.)               | 74       | Karamjit Singh       | Allen Oh           | Proton Pert               | Petronas EON Racing Team     | N4 / PWRC | 3h47'11"4 | +4'29"6  | 4        |
| 4. (24.)               | 77       | Alfredo De Dominicis | Rudy Pollet        | Mitsubishi Lancer Evo VII | -                            | N4 / PWRC | 3h51'41"2 | +8'59"4  | 3        |
| 5. (26.)               | 69       | Bernt Kollevold      | Ola Fløene         | Mitsubishi Lancer Evo VI  | -                            | N4 / PWRC | 3h58'10"5 | +15'28"7 | 1        |

| Principali ritiri | Principali ritiri | Principali ritiri | Principali ritiri | Principali ritiri      | Principali ritiri            | Principali ritiri | Principali ritiri    | Principali ritiri |
| PS                | Nº                | Pilota            | Co-pilota         | Auto                   | Squadra                      | Classe            | Causa                | Pos.              |
| ----------------- | ----------------- | ----------------- | ----------------- | ---------------------- | ---------------------------- | ----------------- | -------------------- | ----------------- |
| PS 6              | 14                | Kenneth Eriksson  | Christina Thörner | Škoda Octavia WRC Evo3 | Škoda Motorsport             | WRC               | Carburante terminato | 18º               |
| PS 6              | 27                | Juuso Pykälistö   | Esko Mertsalmi    | Peugeot 206 WRC        | -                            | WRC               | Cambio               | 4º                |
| PS 6              | 31                | Henning Solberg   | Cato Menkerud     | Toyota Corolla WRC     | -                            | WRC               | Rottura meccanica    | 23º               |
| PS 9              | 7                 | François Delecour | Daniel Grataloup  | Mitsubishi Lancer WRC2 | Marlboro Mitsubishi Ralliart | WRC               | Sospensione          | 17º               |
| PS 9              | 24                | François Duval    | Jean-Marc Fortin  | Ford Focus RS WRC 02   | Ford Rallye Sport            | WRC               | Sospensione          | 18º               |
| PS 11             | 19                | Juha Kankkunen    | Juha Repo         | Hyundai Accent WRC3    | Hyundai Castrol WRT          | WRC               | Incidente            | 11º               |
| PS 13             | 3                 | Harri Rovanperä   | Voitto Silander   | Peugeot 206 WRC (2002) | Peugeot Total                | WRC               | Ruota persa          | 1º                |
| PS 18             | 8                 | Alister McRae     | David Senior      | Mitsubishi Lancer WRC2 | Marlboro Mitsubishi Ralliart | WRC               | Sospensione          | 29º               |
| PS 21             | 5                 | Colin McRae       | Nicky Grist       | Ford Focus RS WRC 02   | Ford Rallye Sport            | WRC               | Incendio             | 3º                |
| PS 21             | 20                | Thomas Rådström   | Denis Giraudet    | Citroën Xsara WRC      | Automobiles Citroën          | WRC               | Incidente            | 10º               |

Legenda
| Icona | Classe                                                                                  |
| ----- | --------------------------------------------------------------------------------------- |
| WRC   | Equipaggio di classe A8 che può conquistare punti per il campionato costruttori WRC     |
| WRC   | Equipaggio di classe A8 che non può conquistare punti per il campionato costruttori WRC |
| PWRC  | Equipaggio registrato al campionato PWRC                                                |
| JWRC  | Equipaggio registrato al campionato Junior WRC                                          |
|       | Ulteriori classificazioni                                                               |

### Prove speciali
| Frazione   | Data   | Prova | Ora   | Nome           | Lunghezza | Vincitori                                                   | Tempo   | Velocità media | Leader del rally                |                                 |
| ---------- | ------ | ----- | ----- | -------------- | --------- | ----------------------------------------------------------- | ------- | -------------- | ------------------------------- | ------------------------------- |
| Frazione 1 | 8 ago  | PS1   | 19:00 | SSS Killeri 1  | 2,06 km   | Richard Burns Robert Reid                                   | 1'16"7  | 96,69 km/h     | Richard Burns Robert Reid       |                                 |
| Frazione 1 | 9 ago  | PS2   | 09:06 | Valkola        | 8,42 km   | Marcus Grönholm Timo Rautiainen                             | 4'27"9  | 113,15 km/h    | Richard Burns Robert Reid       | Marcus Grönholm Timo Rautiainen |
| Frazione 1 | 9 ago  | PS3   | 09:49 | Lankamaa 1     | 23,44 km  | Richard Burns Robert Reid                                   | 11'28"7 | 122,53 km/h    |                                 | Marcus Grönholm Timo Rautiainen |
| Frazione 1 | 9 ago  | PS4   | 10:37 | Laukaa 1       | 11,80 km  | Harri Rovanperä Voitto Silander                             | 5'47"0  | 122,42 km/h    | Richard Burns Robert Reid       |                                 |
| Frazione 1 | 9 ago  | PS5   | 12:34 | Mokkipera      | 13,38 km  | Richard Burns Robert Reid                                   | 6'22"6  | 125,90 km/h    | Richard Burns Robert Reid       |                                 |
| Frazione 1 | 9 ago  | PS6   | 13:12 | Palsankyla     | 25,48 km  | Richard Burns Robert Reid                                   | 13'33"0 | 112,83 km/h    | Richard Burns Robert Reid       |                                 |
| Frazione 1 | 9 ago  | PS7   | 15:49 | Ruuhimaki      | 8,79 km   | Richard Burns Robert Reid                                   | 4'44"6  | 111,19 km/h    | Richard Burns Robert Reid       |                                 |
| Frazione 1 | 9 ago  | PS8   | 16:37 | Laukaa 2       | 11,80 km  | Marcus Grönholm Timo Rautiainen                             | 5'42"9  | 123,88 km/h    | Richard Burns Robert Reid       |                                 |
| Frazione 1 | 9 ago  | PS9   | 17:29 | Lankamaa 2     | 23,44 km  | Richard Burns Robert Reid                                   | 11'21"5 | 123,82 km/h    | Richard Burns Robert Reid       |                                 |
| Frazione 1 | 9 ago  | PS10  | 20:11 | SSS Killeri 2  | 2,06 km   | Carlos Sainz Luis Moya                                      | 1'17"2  | 96,06 km/h     | Richard Burns Robert Reid       |                                 |
|            |        |       |       |                |           |                                                             |         |                | Richard Burns Robert Reid       |                                 |
| Frazione 2 | 10 ago | PS11  | 08:16 | Talviainen     | 25,74 km  | Richard Burns Robert Reid                                   | 12'47"3 | 120,77 km/h    | Richard Burns Robert Reid       |                                 |
| Frazione 2 | 10 ago | PS12  | 08:56 | Ouninpohja 1   | 34,13 km  | Harri Rovanperä Voitto Silander                             | 15'58"6 | 128,17 km/h    | Harri Rovanperä Voitto Silander |                                 |
| Frazione 2 | 10 ago | PS13  | 12:24 | Moksi - Leustu | 40,84 km  | Marcus Grönholm Timo Rautiainen                             | 20'31"9 | 119,35 km/h    | Marcus Grönholm Timo Rautiainen |                                 |
| Frazione 2 | 10 ago | PS14  | 13:31 | Ehikki         | 14,89 km  | Marcus Grönholm Timo Rautiainen                             | 6'57"8  | 128,30 km/h    | Marcus Grönholm Timo Rautiainen |                                 |
| Frazione 2 | 10 ago | PS15  | 17:28 | Ouninpohja 2   | 25,22 km  | Marcus Grönholm Timo Rautiainen                             | 11'26"0 | 132,35 km/h    | Marcus Grönholm Timo Rautiainen |                                 |
| Frazione 2 | 10 ago | PS16  | 18:16 | Vaheri - Himos | 35,83 km  | Richard Burns Robert Reid                                   | 17'58"8 | 119,65 km/h    | Marcus Grönholm Timo Rautiainen |                                 |
|            |        |       |       |                |           |                                                             |         |                | Marcus Grönholm Timo Rautiainen |                                 |
| Frazione 3 | 11 ago | PS17  | 08:46 | Keuruu 1       | 11,80 km  | Richard Burns Robert Reid                                   | 5'28"2  | 129,43 km/h    | Marcus Grönholm Timo Rautiainen |                                 |
| Frazione 3 | 11 ago | PS18  | 09:14 | Jukojarvi 1    | 22,71 km  | Colin McRae Nicky Grist                                     | 11'11"2 | 121,81 km/h    | Marcus Grönholm Timo Rautiainen |                                 |
| Frazione 3 | 11 ago | PS19  | 09:57 | Kruununpera 1  | 12,67 km  | Petter Solberg Phil Mills                                   | 6'06"4  | 124,49 km/h    | Marcus Grönholm Timo Rautiainen |                                 |
| Frazione 3 | 11 ago | PS20  | 12:45 | Keuruu 2       | 11,80 km  | Markko Märtin Michael Park                                  | 5'20"9  | 132,38 km/h    | Marcus Grönholm Timo Rautiainen |                                 |
| Frazione 3 | 11 ago | PS21  | 13:13 | Jukojarvi 2    | 22,71 km  | Markko Märtin Michael Park                                  | 11'02"4 | 123,42 km/h    | Marcus Grönholm Timo Rautiainen |                                 |
| Frazione 3 | 11 ago | PS22  | 14:06 | Kruununpera 2  | 12,67 km  | Richard Burns Robert Reid e Marcus Grönholm Timo Rautiainen | 6'02"2  | 125,93 km/h    | Marcus Grönholm Timo Rautiainen |                                 |

## Classifiche mondiali
Classifica piloti
| Pos. | Pos. | Pilota            | Punti |
| ---- | ---- | ----------------- | ----- |
| 1    |      | Marcus Grönholm   | 47    |
| 2    |      | Colin McRae       | 30    |
| 3    |      | Carlos Sainz      | 26    |
| 4    | 1    | Richard Burns     | 25    |
| 5    | 1    | Gilles Panizzi    | 21    |
| 6    | 1    | Petter Solberg    | 19    |
| 7    | 1    | Harri Rovanperä   | 18    |
| 8    |      | Tommi Mäkinen     | 15    |
| 9    | 2    | Markko Märtin     | 7     |
| 10   | 1    | Sébastien Loeb    | 8     |
| 11   | 1    | Philippe Bugalski | 7     |
| 12   |      | Thomas Rådström   | 4     |
| 13   |      | Alister McRae     | 2     |
| 14   |      | Toni Gardemeister | 2     |
| 15   |      | Kenneth Eriksson  | 1     |

Classifica costruttori WRC
| Pos. | Pos. | Squadra                      | Punti |
| ---- | ---- | ---------------------------- | ----- |
| 1    |      | Peugeot Total                | 99    |
| 2    |      | Ford Rallye Sport            | 74    |
| 3    |      | 555 Subaru WRT               | 40    |
| 4    |      | Škoda Motorsport             | 8     |
| 5    |      | Marlboro Mitsubishi Ralliart | 7     |
| 6    |      | Hyundai Castrol WRT          | 6     |